# Muhammad Hassan de Brunéi
El sultán Muhammad Hassan (reinado: 1582-1598 o 1601-1610 según Nicholl) fue el noveno sultán de Brunéi. 

## Biografía
Su hijo mayor, el sultán Jalilul Akbar, es ancestro del Sultán Hj. Hassanal Bolkiah, el actual Sultán de Brunéi. Un hijo de Muhammad Hassan, Pangiran Tengah (también conocido como Panguan Tindig) fue enviado como sultán de Sulu y además aseguró una línea de descendencia desde el primer sultán de Sulu y Brunéi.